# Volvo 140
Volvo serii 140 – samochód osobowy klasy średniej produkowany przez szwedzkie przedsiębiorstwo motoryzacyjne Volvo Car Corporation w latach 1966 – 1974.

## Historia i opis modelu

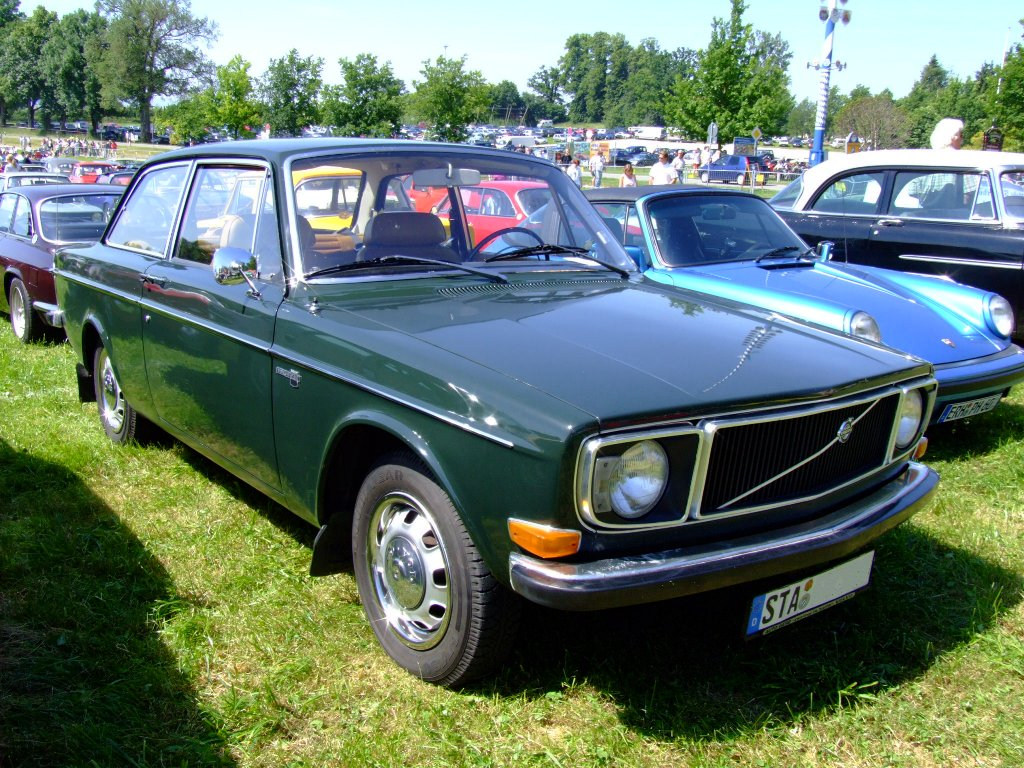
Volvo 142 z 1971 roku

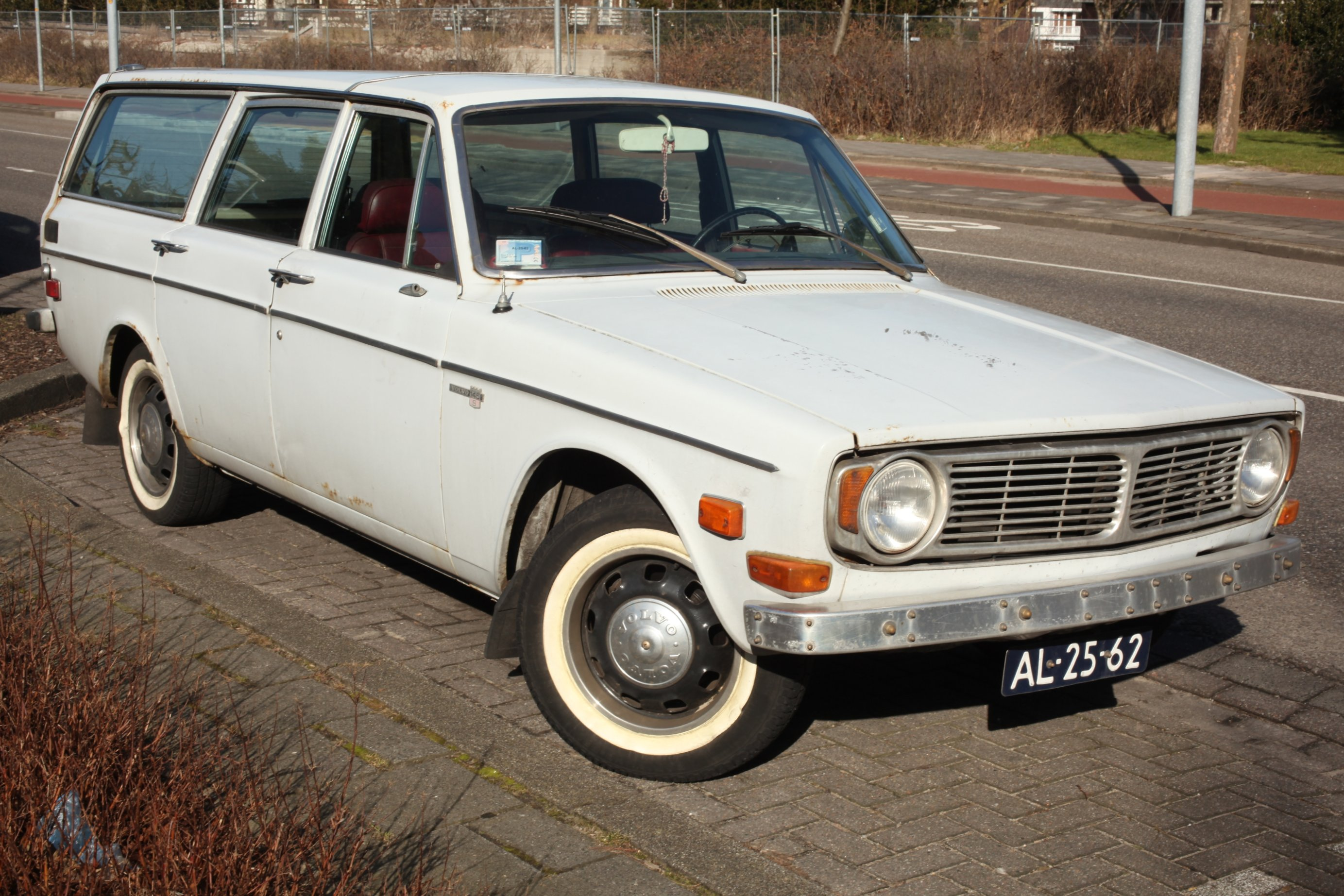
Volvo 145

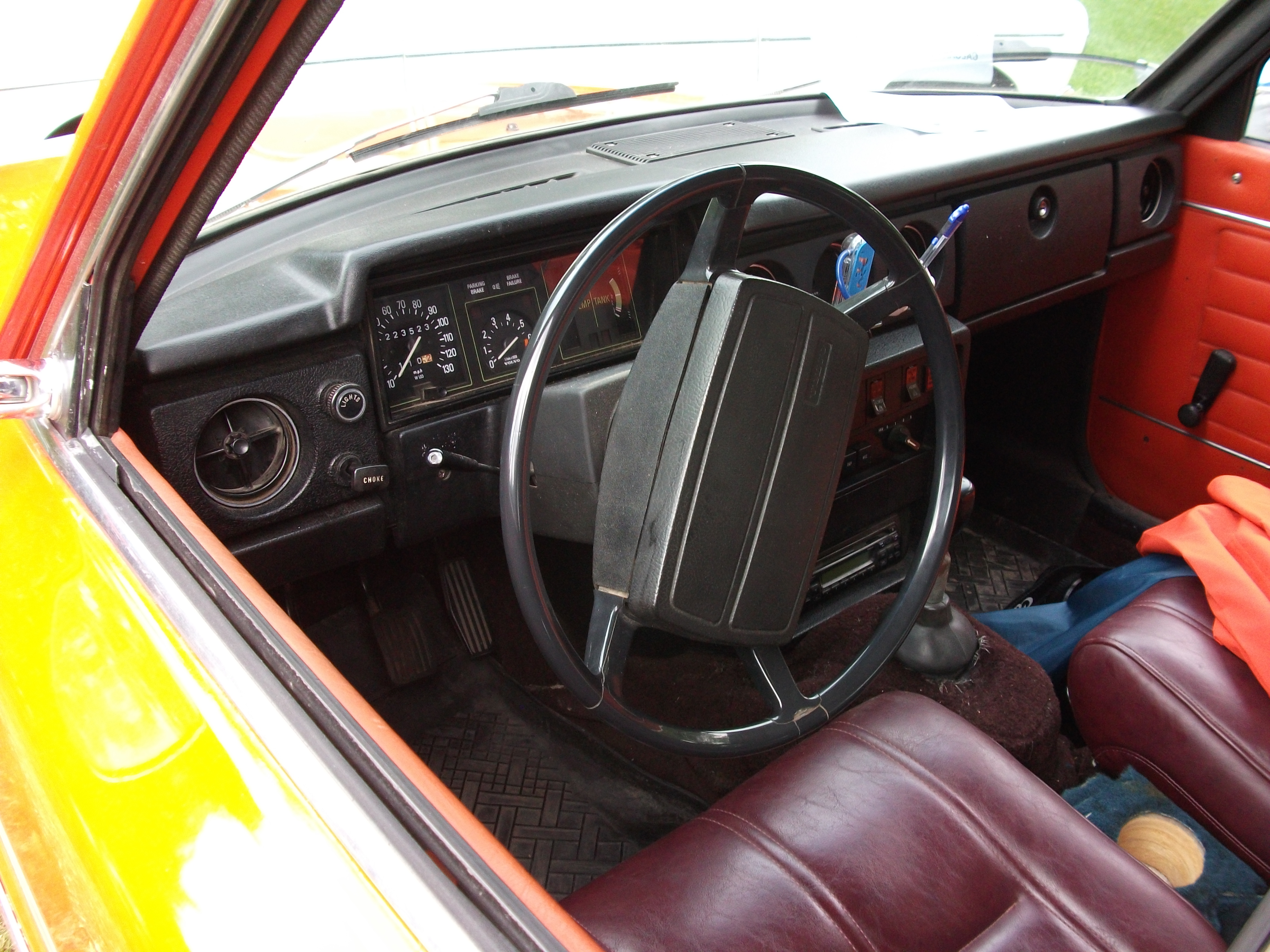
Volvo 144 – wnętrze z 1974 roku

Decyzja o powstaniu nowego modelu marki Volvo zapadła w 1960 roku. Podjął ją ówczesny prezes marki – Gunnar Engellau. Projekt o oznaczeniu P660 miał być nieco większy, ale nie cięższy i droższy od poprzednika – modelu Amazon.
17 sierpnia 1966 roku w hotelu Lorensberg w Göteborg zaprezentowano przełomową dla marki serię 140, która zapoczątkowała także nowy system nazewnictwa modeli. Pierwsza cyfra oznaczała serię, druga odpowiadała liczbie cylindrów silnika, a trzecia – liczbie drzwi. Dwa dni po premierze rozpoczęto produkcję seryjną pojazdu. Mimo że podczas prezentacji zaprezentowano równocześnie trzy wersje nadwoziowe pojazdu, wersja 142 (dwudrzwiowy sedan) wprowadzona została do produkcji w 1967 roku, a wersję 145 (kombi) w 1968 roku.
W 1970 roku zaprezentowano wersję 145 Express, która otrzymała większą przestrzeń bagażową dzięki zastosowaniu podniesionego dachu od słupka B do końca nadwozia.
Auto napędzane było czterocylindrowym, umieszczonym z przodu, silnikiem benzynowym o pojemności 1.8 l i mocy maksymalnej 75 lub 96 KM. W 1969 roku gamę jednostek napędowych wzbogacono o 2 l silnik benzynowy o mocy 82 lub 100 KM, a w 1971 roku zaprezentowano jednostką z elektronicznym wtryskiem paliwa o mocy 120 KM.
Karoseria pojazdu otrzymała kontrolowane strefy zgniotu oraz wzmocnienia chroniące pasażerów podczas dachowania. Z biegiem lat pojazd doposażono m.in. w zagłówki oraz bezwładnościowe pasy bezpieczeństwa z sygnalizacją przypominającą o ich zapinaniu.
Produkcję pojazdu zakończono w 1974 roku po zbudowaniu 1 251 371 egzemplarzy, w tym 268 317 w wersji kombi.